# فريدي جوريز
فريدي جوريز (بالإنجليزية: Freddy Juarez)‏ هو لاعب كرة قدم أمريكي في مركز الدفاع، ولد في 1 أبريل 1978 في لاس كروسيس في الولايات المتحدة. لعب مع El Paso Patriots ‏.

## وصلات خارجية
- فريدي جوريز على موقع قاعدة بيانات كرة القدم.إي يو (الإنجليزية)
- فريدي جوريز على موقع Soccerway.com (الإنجليزية)
- فريدي جوريز على موقع عالم كرة القدم.نت (الإنجليزية)
- فريدي جوريز على موقع كووورة